# Maomé Ali Cã
Maomé Ali Cã Zand (em Persa: محمد علی خان زند‎‎, Muḥammad ‘Alī Khān Zand;1760 – 1779) foi o segundo xá da dinastia Zande. Ele reinou entre 6 de março de 1779 e 19 de junho de 1779. Depois da morte de Carim Cã em 1779, o Irão se desintegrou novamente.
Maomé Ali Cã morreu de ataque cardíaco no mesmo ano em que chegou ao trono, durando menos de cinco meses  sendo muito significativo, o poder foi transferido para o seu irmão Abulfate Cã.